# ایستگاه متروی فضیلت
ایستگاه فضیلت چهاردهمین ایستگاه خط ۱ متروی شیراز است. این ایستگاه در بلوار مدرس و حدفاصل دو بلوار ایثار و بلوار فضیلت که از بلوار مزبور منشعب شده‌اند، قرار دارد. این ایستگاه با مساحت ۵۴۰۴ مترمربع و عمق ایستگاه ۱۴/۴۲ متر و از نوع عمیق (۲طبقه)، سکو جزیره‌ای دارای ۴ دروازه ورودی، خروجی می‌باشد که از یک طرف به بلوار فضیلت و از طرف دیگر به خیابان ایثار طراحی شده است.

## مسیرهای ایستگاه
- بلوار مدرس
- بلوار فضیلت
- بلوار ایثار

## محله‌های ایستگاه
- فضیلت
- شاهیجان
- آزادگان
- پارک فضیلت
- درمانگاه نیک اقبال